# 阿跌光進
李光進（759年—815年），字耀卿，唐宪宗時期将领，是元和中兴的功臣。本姓阿跌氏，出于南单于左厢十二姓，贞观初年，其曾祖父阿跌贺之从河曲灵武一带内迁，归附唐朝，被唐太宗授为鸡田州刺史。祖父阿跌延丰，袭鸡田州刺史、开府仪同三司、太常卿，赠工部尚書。父亲阿跌良臣，开府仪同三司、鸡田州刺史、充朔方先锋左助兵马使。他少年时与弟弟李光颜随姐夫李奉国（舍利葛旃）投靠辛云京，定居太原。作战以勇敢著称。随马燧平定李惟岳、田悦之乱，屡立战功。至德中任左右军牙门将、兼御史大夫、代州刺史，封范阳郡公，食邑二百户。元和四年（809年），王承宗叛乱，他随范希朝救援易定。元和六年（811年），检校工部尚书，充单于都护府大都护、振武节度使，元和八年秋（813年），改任灵武节度使，进阶银青光禄大夫，封安定郡王，赐姓李氏。元和十年（815年）六月卒于灵武，年五十七。
有子李季元，河东衙前兵马使；李燧元，陈许节度押衙；李毅元；李绶元；李宗元；李吉元。
今山西太原晋阳古城遗址东40里的孝敬原（今榆次西北五公里的使赵村），有三通中唐古碑，人称其“三李碑”，它们便是中唐名将李良臣，及其子李光进、李光颜的神道碑。

## 延伸阅读
[在维基数据编辑]
 《新唐書/卷171》，出自《新唐書》